# Beautiful Monsters Tour
Beautiful Monsters — спільний концертний тур рок-гуртів Hole та Marilyn Manson Північною Америкою. Він стартував на підтримку третіх студійних альбомів колективів, Celebrity Skin та Mechanical Animals (обоє видані в 1998). Тур мав тривати до березня 1999 р. На початку турне виступ закривали Marilyn Manson. Тур отримав широке висвітлення у ЗМІ, зокрема 30-хвилинний спеціальний репортаж та щоденні новини на MTV про його просування.

## ВихідHole
Невдовзі після початку туру вокалістка Hole Кортні Лав вирішила припинити свою участь у ньому. Основна публіка — фани Менсона, котрі не були зацікавлені у виступі Hole. Однією з причин вказаних групою стала фінансова домовленість між гуртами (розподіл витрат і доходів 50/50). Hole мали низькі витрати на постановку шоу, у той час як Marilyn Manson — високі. Упродовж туру Кортні й Менсон часто глузували один з одного на сцені.
Менсон вирушив у власне турне «Rock Is Dead Tour», назва якого спричинила незначний конфлікт з Korn та Робом Зомбі, які саме відіграли половину спільного туру з такою ж назвою. Під час концерту в Лос-Анджелесі фронтмен гурту зламав щиколотку, через це перші два виступи «Rock Is Dead Tour» скасували.

## Учасники

### Hole
- Кортні Лав — вокал, гітара
- Ерік Ерландсон — гітара
- Мелісса Ауф дер Маур — бас-гітара
- Саманта Мелоні — барабани

### Marilyn Manson
- Мерілін Менсон — вокал
- Джон 5 — гітара
- Твіґґі Рамірез — бас-гітара
- Мадонна Вейн Ґейсі — клавішні
- Джинджер Фіш — барабани

### На розігріві
- Imperial Teen (перед Hole)
- Monster Magnet (перед Marilyn Manson)

## Дати концертів
| № | Дата            | Місто                       | Країна | Місце проведення  |
| - | --------------- | --------------------------- | ------ | ----------------- |
| 1 | 28 лютого 1999  | Спокен, штат Вашингтон      | США    | Spokane Arena     |
| 2 | 2 березня 1999  | Ванкувер                    | Канада | PNE Coliseum      |
| 3 | 3 березня 1999  | Сієтл, штат Вашингтон       | США    | KeyArena          |
| 4 | 6 березня 1999  | Портленд, штат Орегон       | США    | Rose Garden Arena |
| 5 | 7 березня 1999  | Нампа, штат Айдахо          | США    | Idaho Center      |
| 6 | 10 березня 1999 | Делі-Сіті, штат Каліфорнія  | США    | Cow Palace        |
| 7 | 11 березня 1999 | Сакраменто, штат Каліфорнія | США    | Arco Arena        |
| 8 | 13 березня 1999 | Анахайм, штат Каліфорнія    | США    | The Pond          |
| 9 | 14 березня 1999 | Інґлвуд, штат Каліфорнія    | США    | The Forum         |